# Олд Боб
Олд Боб, также Олд Ро́бин (англ. Old Bob, Old Robin; Старина́ Боб, Старина́ Ро́бин, Ста́рый Боб, Ста́рый Ро́бин; ок. 1849 — ?) — ездовой конь, принадлежавший будущему президенту США Аврааму Линкольну. После убийства Линкольна участвовал в его похоронах. Точная судьба и дата смерти Олд Боба неизвестны; в 1860 году Линкольн продал его ломовому извозчику Джону Флинну (англ. John Flynn).

## Имя
Существует определённая путаница относительно того, была ли кличка жеребца «Олд Боб» или «Олд Робин», хотя в тематических источниках, как правило, чаще упоминается имя «Олд Боб». Исследователи полагают, что сам Линкольн называл коня «Старым Бобом», чтобы отличить его имя от имени собственного сына — Роберта Тодда Линкольна («юного Боба»).

## Ранние годы
Линкольн приобрёл Олд Боба, работая адвокатом в Спрингфилде, штат Иллинойс, и использовал его как ездового коня для путешествий по городам округи, не связанным железной дорогой. Олд Боб заменил прежнего коня Линкольна, Олд Бака (англ. Old Buck), ставшего слишком дряхлым для постоянной работы. Олд Боба держали в амбаре за домом Линкольна вместе с другим жеребцом, принадлежавшим Линкольну, — Олд Томом (англ. Old Tom).
После выборов 1860 года, принёсших Линкольну пост президента США, и до своего переезда в Вашингтон Линкольн продал Олд Боба Джону Флинну, спрингфилдскому ломовому извозчику.
К 1865 году Олд Боб был переведён на выпас, но 4 апреля того же года был снова призван на службу для участия в спрингфилдском параде в честь капитуляции столицы КША Ричмонда. По этому случаю коня накрыли красно-бело-синей попоной.

## Похороны Линкольна. Поздние годы

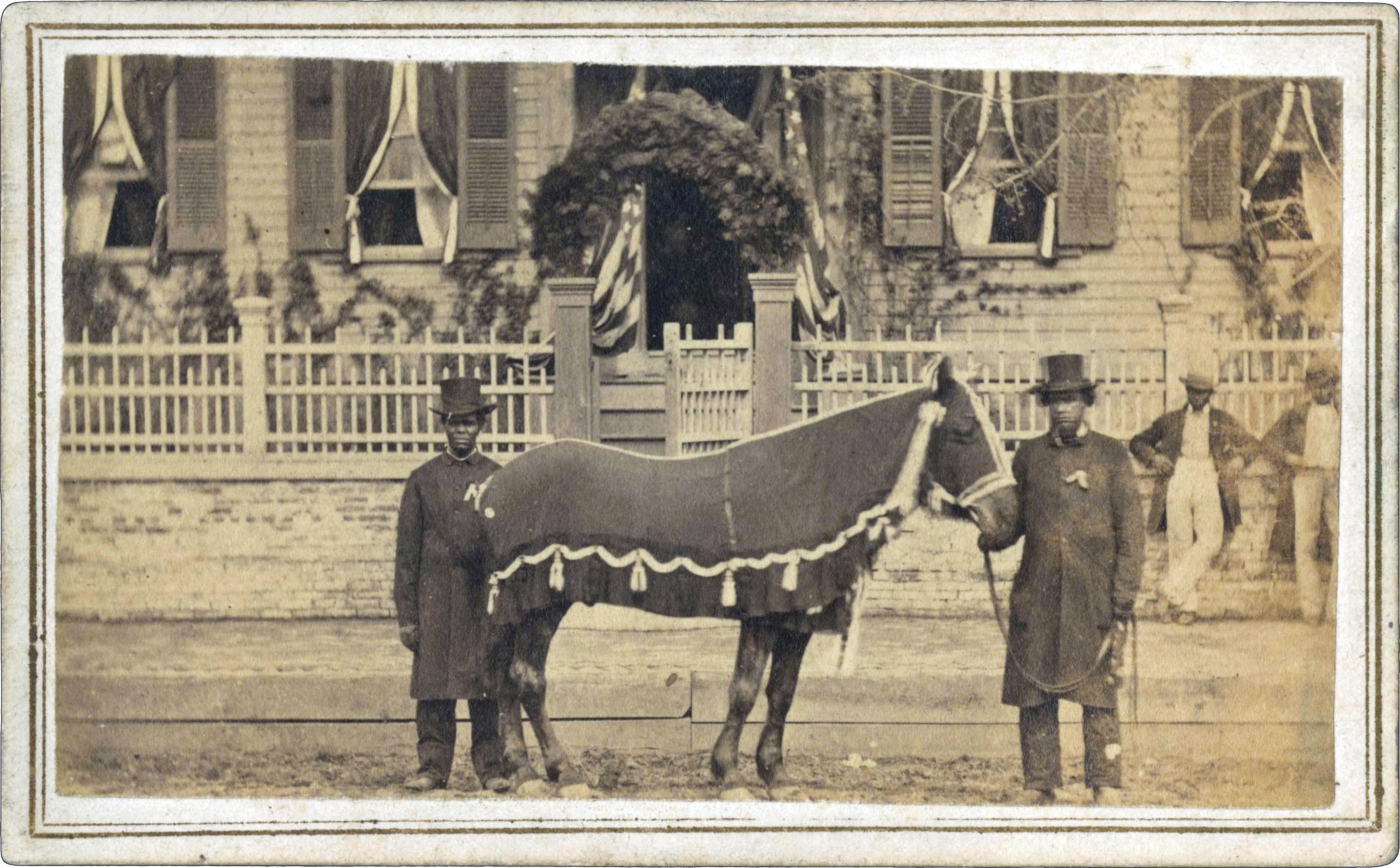
Олд Боб на похоронах Авраама Линкольна. 1865

После убийства Авраама Линкольна 14 апреля 1865 года Олд Боба повторно вернули из отставки. На похоронной церемонии в Спрингфилде 4 мая Олд Боб был накрыт траурной чёрной попоной с серебристой бахромой и кистями. Жеребца, чьё место в процессии было сразу за катафалком — перед каретой с сыном Линкольна Робертом Тоддом, — вёл под уздцы Генри Браун, африканский методистский епископальный священник и друг семьи Линкольнов.
Свидетели говорили, что Роберт Тодд Линкольн и Олд Боб были единственными членами семьи Линкольна, присутствовавшими на его похоронах.
По некоторым сведениям, после церемонии Олд Боба несколько раз пытались перекупить устроители уличных представлений, желавшие выставить его на платный показ, но Джон Флинн отклонил все предложения о продаже. Где и как Олд Боб окончил свои дни, неизвестно.

## Память

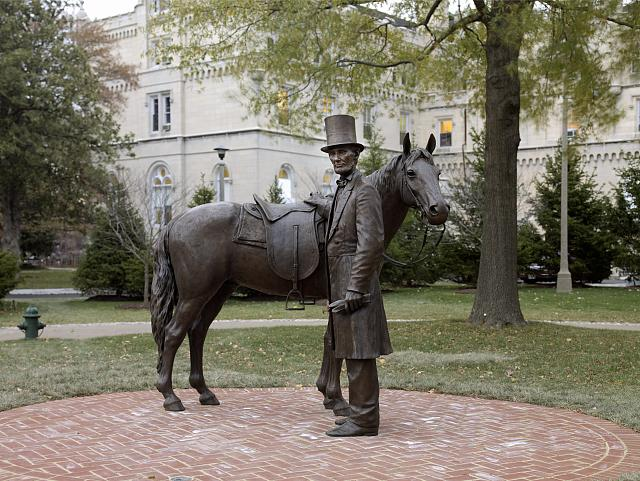
Статуя Авраама Линкольна с Олд Бобом в коттедже президента Линкольна в Солдатском Доме. 2008

В 2008 году в коттедже президента Линкольна в Солдатском доме в Вашингтоне была установлена статуя работы Айвена Шварца (англ. Ivan Schwartz), Стюарта Уильямсона (англ. Stuart Williamson) и Дживуна Че (англ. Jiwoong Cheh), изображающая Линкольна с американским стандартбредом, осёдланным для верховой езды. При создании статуи скульпторы тщательно изучили все нью-йоркские конные памятники XIX века и сохранившиеся фотографии Олд Боба.
В 2015 году, в 150-ю годовщину со дня смерти Линкольна, в Спрингфилде была создана реконструкция его похоронного кортежа. Образ Олд Боба воссоздала Глори (англ. Glory) — лошадь, изображавшая президентского жеребца в фильме «Линкольн» (2012) с Дэниелом Дэй-Льюисом в главной роли. В том же году издательство Bunker Hill Publishing выпустило детскую книгу Труди Кришер (англ. Trudy Krisher) «Нежное прощание: история старого Эйба и Старого Боба» (англ. An Affectionate Farewell: The Story of Old Abe and Old Bob).

## Комментарии
1. ↑  После убийства Линкольна у его жены Мэри случился истерический припадок. Не в состоянии участвовать в похоронной церемонии, она оставалась в Белом доме с младшим сыном Тэдом до конца траурного обряда[6].